# Д’Орнано, Альфонс
Альфонс Иероним Д’Орнано (фр. Alphonse (Alfonso Gieronimo) d'Ornano; 1548, Бастелика — 1610, Бордо) — маршал Франции во время правления Карла IX, Генриха III и Генриха IV. Государственный деятель.

## Биография
Альфонс был сыном национального героя Корсики Сампьеро Корсо. В детстве находился при дворе французского короля. Служил пажем у дофина, будущего короля Франции Франциска II.
В 1566 году прибыл на Корсику. Принимал участие во втором восстании своего отца против Генуэзской республики, а после его убийства сам еще в течение двух лет руководил борьбой с генуэзцами. В сложившихся сложных условиях на острове, заключил перемирие с предводителем противника Джорджио Дориа и в 1569 году вместе с 350 своими сторонниками, не желавшими подчиняться власти Генуи, оставил Корсику и отбыл в эмиграцию во Францию.
Там он с почестями был встречен Екатериной Медичи и её сыном Карлом IX. Ему было пожаловано французское дворянство, присвоен чин генерала корсиканских подразделений, после чего Д’Орнано был назначен губернатором Валанса.
Позже, при короле Генрихе III, А. Д’Орнано принял меры по получению гражданства Франции и наследственных дворянских титулов для всех сторонником, которые сопутствовали ему с Корсики в эмиграцию и, несмотря на отсутствие поддержки со стороны короля, заставил правителей Генуи вернуть свои поместья на Корсике и выплатить причитающиеся ему доходы от имений, а также выпустить из тюрем всё ещё находящихся там инсургентов. Получив согласие сената Генуи, набрал до тысячи добровольцев на Корсике, и поставил свой полк на службу Франции.
В начале войны за Католическую лигу А. Д’Орнано был одним из немногих офицеров оставшихся верными Генриху III.
Во время религиозных войн во Франции между католиками и протестантами (гугенотами), полковник А. Д’Орнано исполнял обязанности губернатора Экс-ан-Прованс (1578), острова Поркероль (1580), крепости Пон-Сент-Эспри и получил репутацию человека честного, правдолюбивого и достойного уважения. Несмотря на то, что он оставался верным Валуа, его почитали обе враждующие стороны.

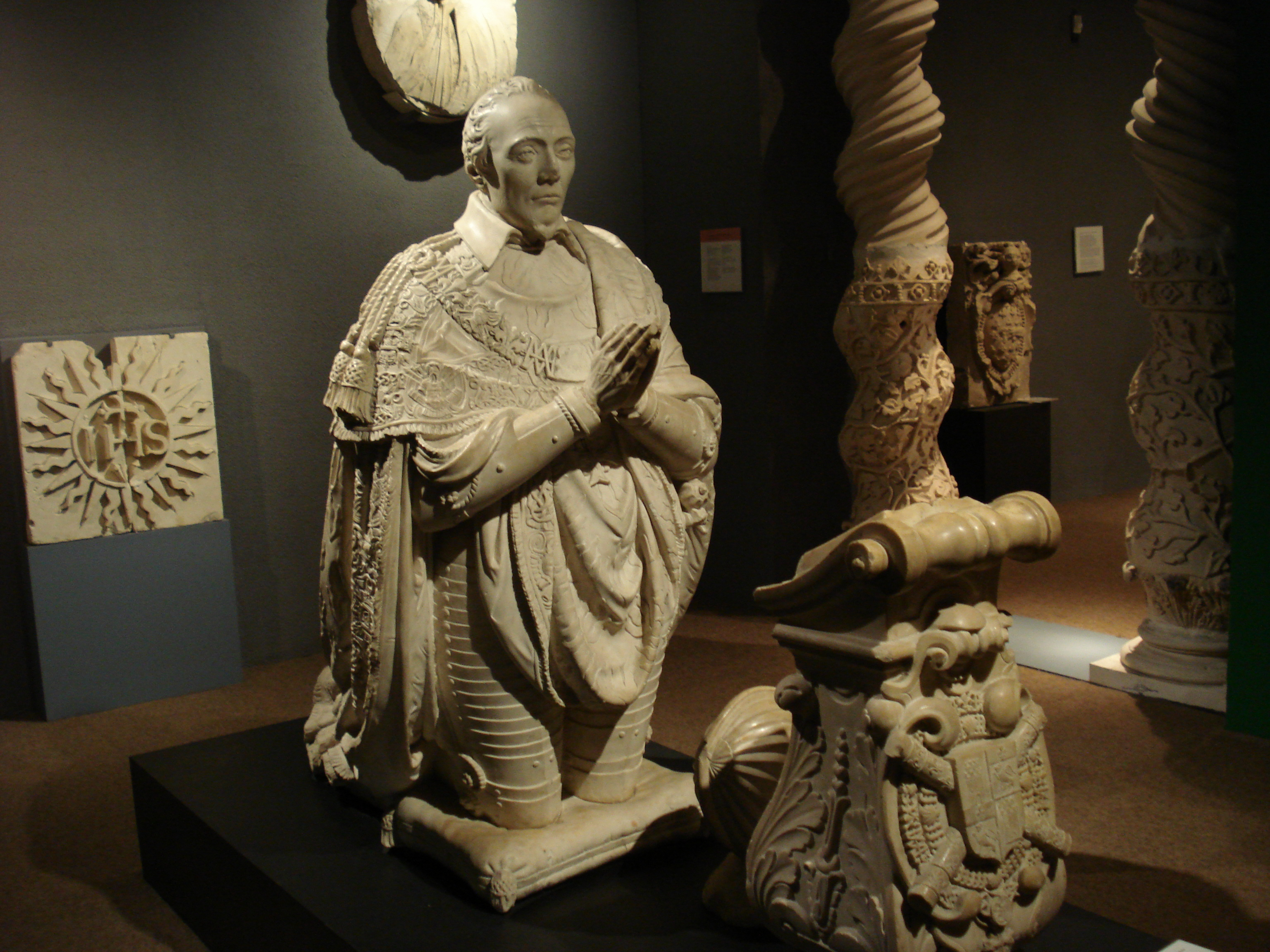
Статуя д’Орнано (Бордо, музей Аквитании)

В 1584 году он был назначен генерал-полковником корсиканцев и вёл войну в Провансе.
Во главе королевских войск 10 августа 1587 года А. Д’Орнано одержал победу над четырехтысячной армией швейцарцев, прибывших на помощь гугенотам. За это победитель был удостоен членства в составе Государственного Совета Франции и назначен губернатором провинции Дофине (1589).
А. Д’Орнано был одним из первых сторонников восхождения на французский трон короля Наварры — Генриха Наваррского.
На службе Бурбону он усмирил волнения в провинциях Дофине и Лиона, разбил испанские войска под предводительством Хуана Веласкеса, отбил захваченную противником крепость Ла-Фер. За успешные действия, 20 сентября 1597 года Генрих IV присвоил ему звание маршала Франции и наградил орденом Святого Духа. После чего назначил его губернатором обширной провинции Гиень со столицей в Бордо, на этот пост до него назначались лишь представители королевского дома.

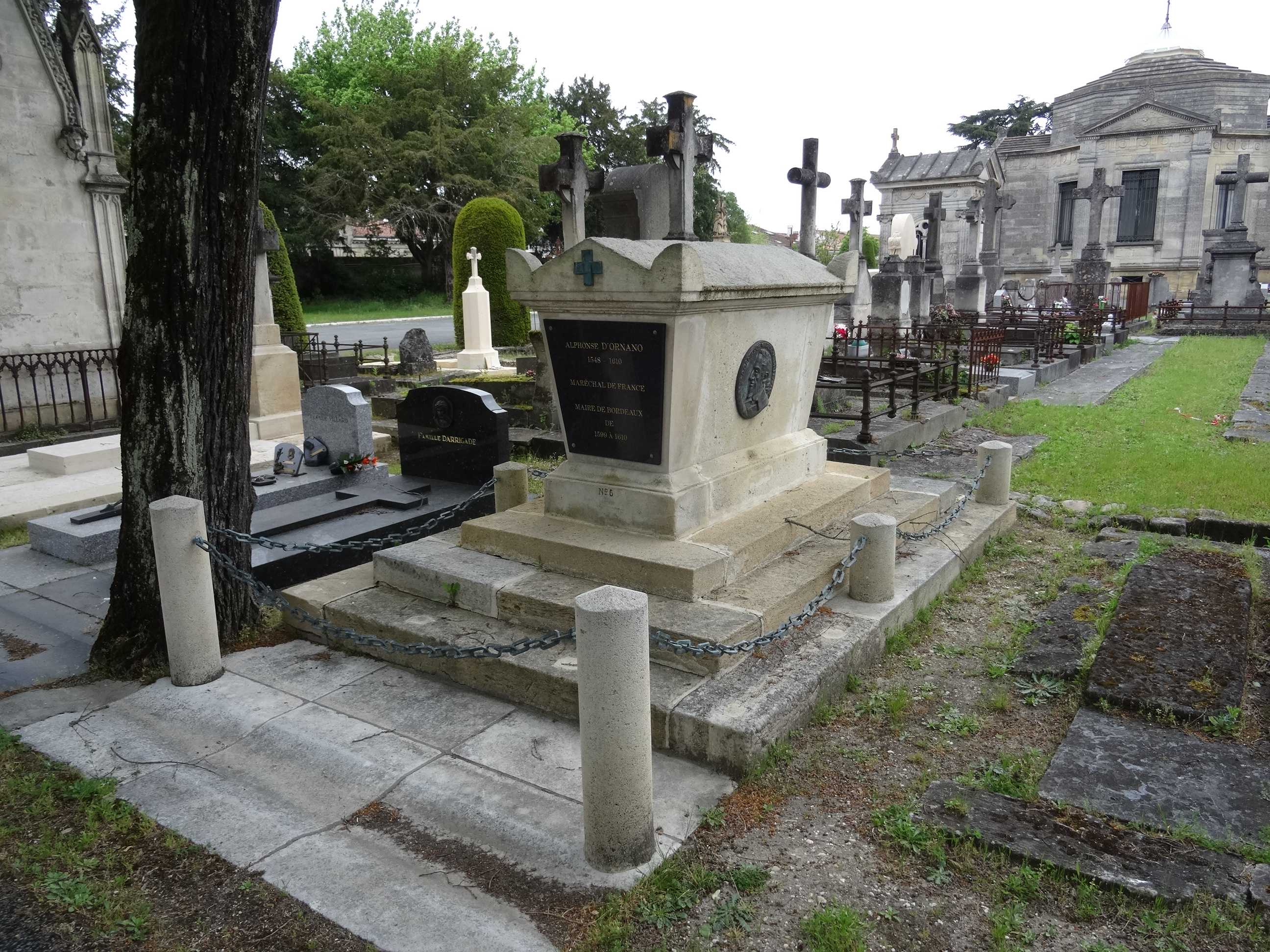
Могила Альфонсо д’Орнано (Бордо)

Наивысшей славы А. Д’Орнано достиг во время эпидемии чумы, когда лично объезжал Бордо и его окрестности, навещал больных, приказал построить новые больницы. До сих пор в Бордо чтят его память. Одна из самых красивых улиц города носит его имя.
В конце 1609 года А. Д’Орнано отправился ко двору короля, чтобы сопровождать Генриха IV в поездке в Юлих. Перед тем, он дал согласие на операцию почек, из-за мучивших его камней. Результат был фатальным — рана воспалилась, началась гангрена и маршал умер на третий день после операции в возрасте 62 лет.
Альфонс Иероним Д’Орнано в 1576 году в Марселе женился на Маргарите Луизе де Флассанс, представительнице старинного рода из Прованса. От этого союза родились семеро детей (четверо сыновей и три дочери). Один из сыновей, Жан-Батист д’Орнано (1581—1626), в 1626 году также стал маршалом Франции.